# Xã Fairview, Quận Butler, Kansas
Xã Fairview (tiếng Anh: Fairview Township) là một xã thuộc quận Butler, tiểu bang Kansas, Hoa Kỳ. Năm 2010, dân số của xã này là 519 người.